# 八幡村 (岩手県)
八幡村（はちまんむら）は、昭和30年（1955年）まで岩手県稗貫郡にあった村。現在の花巻市石鳥谷町八幡・石鳥谷町江曽・石鳥谷町黒沼・石鳥谷町小森林・石鳥谷町中寺林・石鳥谷町南寺林・石鳥谷町西中島にあたる。

## 地理
- 河川：北上川、葛丸川、耳取川、滝沢川

## 沿革
- 明治22年（1889年）4月1日 - 町村制施行にともない、八幡村・江曽村・黒沼村・小森林村・中寺林村・南寺林村・西中島村の計7か村が合併して新制の八幡村が発足。
- 昭和30年（1955年）4月1日 - 石鳥谷町・新堀村・八重畑村と合併し、新制の石鳥谷町となる。

## 行政
- 歴代村長

| 代     | 氏名       | 就任                       | 退任                       | 備考 |
| ------ | ---------- | -------------------------- | -------------------------- | ---- |
| 1      | 平沢重次郎 | 明治22年（1889年）5月8日   | 明治22年（1889年）12月19日 |      |
| 2      | 照井庸三   | 明治23年（1890年）1月10日  | 明治24年（1891年）6月22日  |      |
| 3      | 鎌田政記   | 明治24年（1891年）7月4日   | 明治27年（1894年）1月25日  |      |
| 4      | 淵沢節郎   | 明治27年（1894年）5月10日  | 明治29年（1896年）5月9日   |      |
| 5      | 柳原義一   | 明治31年（1898年）1月21日  | 明治32年（1899年）7月16日  |      |
| 6      | 高橋賢次郎 | 明治32年（1899年）8月1日   | 明治36年（1903年）4月21日  |      |
| 7      | 三田景敏   | 明治36年（1903年）6月13日  | 明治37年（1904年）4月11日  |      |
| 8      | 船越金平   | 明治37年（1904年）5月26日  | 明治40年（1907年）5月12日  |      |
| 9      | 鎌田馨蔵   | 明治40年（1907年）5月13日  | 明治44年（1911年）5月12日  |      |
| 10     | 柳原義一   | 明治45年（1912年）3月22日  | 大正5年（1916年）3月21日   | 再任 |
| 11     | 似内庄三郎 | 大正5年（1916年）3月22日   | 大正6年（1917年）11月28日  |      |
| 12     | 柳原義一   | 大正7年（1918年）7月10日   | 大正10年（1921年）8月29日  | 三任 |
| 13     | 高橋直次郎 | 大正11年（1922年）6月17日  | 大正15年（1926年）6月16日  |      |
| 14〜15 | 長田佑一   | 大正15年（1926年）7月1日   | 昭和9年（1934年）6月30日   |      |
| 16     | 柳原伝悦   | 昭和9年（1934年）7月21日   | 昭和12年（1937年）10月8日  |      |
| 17〜18 | 上川賢悦   | 昭和12年（1937年）10月26日 | 昭和20年（1945年）10月25日 |      |
| 19     | 玉山倉吉   | 昭和22年（1947年）10月15日 | 昭和26年（1951年）2月28日  |      |
| 20     | 畠山郁之助 | 昭和26年（1951年）4月6日   | 昭和30年（1955年）3月31日  |      |

## 交通

### 鉄道
- 国鉄東北本線 - 駅なし